# Life Metal
Life Metal è l'ottavo album in studio del gruppo musicale statunitense Sunn O))), pubblicato il 26 aprile 2019 dalla Southern Lord Records.

## Tracce
1. Between Sleipnir's Breaths – 12:39
2. Troubled Air – 11:46
3. Aurora – 19:07
4. Novæ – 25:24

## Formazione
Gruppo
- Greg Anderson – chitarra, grancassa
- Stephen O'Malley – chitarra

Altri musicisti
- Hildur Guðnadóttir – voce, violoncello elettrico, haldorophone
- Tim Midyett – basso, crotali
- Tos Nieuwenhuizen – moog
- Anthony Pateras – organo a canne